# Rodrigo Bastidas
Rodrigo Bastidas Urrutia (Santiago, 30 de marzo de 1961) es un actor, guionista, director teatral, dramaturgo, director de cine y locutor radial chileno.

## Biografía
Es hijo de Rodrigo Bastidas Boizard y Mónica Urrutia Fischer, primo del actor y director de teatro Juan Pablo Bastidas.Estudió en la Escuela de teatro de la Pontificia Universidad Católica de Chile.
En 1984 se casó con la actriz, dramaturga y guionista Elena Muñoz, con quien tuvo dos hijos, Milena y Raimundo. La pareja se separó en 2002 pero mantiene un estrecho vínculo laboral. En 2003 inició una relación con la actriz Francisca Villagra. Actualmente está casado con Paula Jullian.

## Vida artística
Durante los 80' trabaja de manera continua junto a Jaime Vadell y a José Manuel Salcedo en La Feria (compañía de teatro), en diversas obras como la emblemática A la Mary se le vio el Poppins y El Tijeral. Además participa en varias de las producciones de Tomás Vidiella en el Teatro el Conventillo, como La muerte de un vendedor viajero (1986) y El Avaro (1987).
En 1991 fundó la compañía Teatro Aparte junto a sus compañeros y actores Magdalena Max-Neef, Elena Muñoz, Gabriel Prieto y Álvaro Pacull —este último dejó el grupo luego de un tiempo—. En esta compañía teatral se han creado distintas obras muy exitosas en Chile: ¿Quién me escondió los zapatos negros?, De uno a diez, ¿cuánto me quieres?, Yo, tú y ellos, Ya no te gusto ¿verdad?, Consuegros, El membrillar es mio e Hijos de su Madre . Más allá de la compañía ha escrito diversas piezas teatrales, llegando a adjudicársele más de veinte trabajos como dramaturgo a lo largo de su trayectoria. 
En televisión desempeñó varios papeles a lo largo de los 80', 90' y 2000', destacando entre ellos el de Armando Mercader en la teleserie Machos y el de Julio Videla en Rossabella, por el que obtuvo un premio APES como mejor actor. 
Desde finales de 2003, y por más de catorce años, fue conductor del programa Lo que el viento no se alcanzó a llevar de Radio Infinita junto a la periodista Virginia Araya y Cristián Sánchez.
También se ha dedicado al guion de telenovelas; junto con Elena Muñoz, ha escrito guiones para TVN —Aquí mando yo (2011), Separados (2012) y Socias (2013)— y para Mega —Pituca sin lucas (2014), Pobre gallo (2016), Tranquilo papá (2017), Edificio Corona (2021) y La ley de Baltazar (2022)—. Pituca sin lucas se transformó en un fenómeno televisivo. 
En 2016 escribe —junto a Jaime Vadell— y dirige la obra Viejos de Mierda, protagonizada por el mismo Vadell, Tomás Vidiella y Coco Legrand. La obra se transforma rápidamente en un éxito sin precedentes en los últimos treinta años del teatro chileno, logrando una extraordinaria audiencia de más de 600.000 espectadores. En 2019, junto a Magdalena Max-Neef, realiza una adaptación femenina titulada Viejas de Mierda, con Gloria Münchmeyer, Gabriela Hernández y Gloria Benavides. La obra se transforma en la más exitosa de dicho año y ha tenido un desempeño tan auspicioso como su contraparte masculina. En 2020 debuta en la codirección de cine con la película Consuegros (2020) junto a Gonzalo Badilla y filma la comedia Un Loco Matrimonio en Cuarentena (2021) que marca su debut en solitario como director de cine, cinta que aún no llega a los cines y que cuenta con un elenco de más de treinta actores chilenos.
En 2023 estrena y dirige su última obra, No me deje hablando solo, en el Teatro Municipal de Las Condes, con las actuaciones de los emblemáticos actores chilenos Jaime Vadell, Héctor Noguera y Coca Guazzini, entre otros.

## Filmografía
Desde comienzos de la década de 1980 ha participado en teleseries, miniseries y filmes:

### Telenovelas
| Año  | Teleserie                | Papel               | Ref. |
| ---- | ------------------------ | ------------------- | ---- |
| 1982 | Bienvenido Hermano Andes | Jorge               |      |
| 1983 | Los títeres              | Ulises Cañas        |      |
| 1984 | La dama del balcón       | Jaime García-Vargas |      |
| 1985 | Marta a las ocho         | José Luis Silva     |      |
| 1986 | Secreto de familia       | Sebastián Williams  |      |
| 1987 | La última cruz           | Junior Parejo       |      |
| 1988 | Matilde dedos verdes     | Juan Pablo Riquelme |      |
| 1988 | Vivir así                | Werner              |      |
| 1989 | A la sombra del ángel    | Luciano Baghetti    |      |
| 1990 | Acércate más             | Gerardo Montero     |      |
| 1996 | Para toda la vida        | Ignacio             |      |
| 1996 | Loca piel                | Jaime Benavente     |      |
| 1997 | Rossabella               | Julio Ramírez       |      |
| 1998 | A todo dar               | Ignacio Del Río     |      |
| 1999 | Algo está cambiando      | Gonzalo Echeverría  |      |
| 2003 | Machos                   | Armando Mercader    |      |
| 2004 | Tentación                | Renato Miranda      |      |
| 2005 | Gatas y tuercas          | Leonardo Zamora     |      |
| 2006 | Charly tango             | Vladimir Rojas      |      |
| 2008 | Mala conducta            | Patricio Cabezón    |      |
| 2013 | Socias                   | Padre O'Connor      |      |

### Cine
| Año  | Película                 | Papel              |
| ---- | ------------------------ | ------------------ |
| 1990 | ¡Viva el novio!          | Sabastián Lombardi |
| 1995 | La rubia de Kennedy      | ¿?                 |
| 2005 | Secuestro                | Quiroz             |
| 2008 | Lokas                    | Charly             |
| 2019 | No quiero ser tu hermano | Alfredo            |
| 2020 | Consuegros               | Gonzalo            |

## Guiones de telenovelas
| Año  | Título                   | Cargo                 | Medio               |
| ---- | ------------------------ | --------------------- | ------------------- |
| 2011 | Aquí mando yo            | Guionista             | Televisión Nacional |
| 2012 | Separados                | Guionista             | Televisión Nacional |
| 2013 | Socias                   | Jefe de guion         | Televisión Nacional |
| 2014 | Pituca sin lucas         | Autor y jefe de guion | Mega                |
| 2016 | Pobre gallo              | Autor y jefe de guion | Mega                |
| 2017 | Tranquilo papá           | Autor y jefe de guion | Mega                |
| 2019 | 100 días para enamorarse | Jefe de guion         | Mega                |
| 2020 | Edificio corona          | Autor y jefe de guion | Mega                |
| 2022 | La Ley de Baltazar       | Autor y jefe de guion | Mega                |

## Dramaturgo

### En Teatro Aparte
- El monstruoso orgasmo de Tokito (1988) Creación Colectiva Teatro Aparte
- Ensalada a la Chilena (1989)
- ¿Quién me escondió los zapatos negros? (1991) Creación Colectiva Teatro Aparte
- De uno a diez, ¿cuánto me quieres? (1995) Creación Colectiva Teatro Aparte
- El membrillar es mío (1998) Creación Colectiva Teatro Aparte
- Yo, tú y ellos (2001) Creación Colectiva Teatro Aparte
- Dementes (2003) Creación Colectiva Teatro Aparte
- Pateados (2004) adaptación de "La extraña pareja" de Neil Simon
- Ya no te gusto, ¿verdad? (2006) con Elena Muñoz y Santiago Ramírez
- ¿Triángulo o rectángulo? (2007)
- Consuegros (2014)
- Hijos de su madre (2018) con Gabriel Prieto

### Otros Proyectos
- Las mágicas magias del mago Merlín (1992)
- Morning (2001)
- Por pocas lucas (2005)
- Ex - maridos se venden (2010)
- Estamos bien acá abajo los 5 (2015) con Rodrigo Muñoz (actor)
- Viejos de Mierda (2016) con Jaime Vadell
- Papis en Vivo (2017), adaptación libre de Señores papis (telenovela chilena) de Rodrigo Cuevas
- Viejas de Mierda (2019) con Magdalena Max-Neef
- No me deje hablando solo (2023)
- Tres espermios desobedientes sin permiso de la mamá (2023)
- Los Emprendeudores (2024) con Juan Bennett
- Reunión de Apoderados (2024) con Milena Bastidas

## Premios

### Premio APES
- 1997: Mejor actor principal de Televisión en Rossabella de Horacio Valdeavellano

### Premio CLAP
- 2019: Hijos de su Madre, Mejor comedia de teatro, en conjunto con Teatro Aparte